# Елинор Плантагенет
Елинор Плантагенет (на английски: Eleanor Plantagenet; * 13 октомври 1162, замък Домфорт, Нормандия; † 31 октомври 1214, Бургос, Кастилия), известна и като Леонор Кастилска, е английска принцеса от рода Плантагенет и кралица на Кастилия – съпруга на крал Алфонсо VIII.

## Живот
Тя е шесто дете и втора дъщеря на английския крал Хенри II и Елеонор Аквитанска. Нейни братя и сестри са Уилям, Хенри (младият крал), Матилда Плантагенет, Ричард I Лъвското сърце, Джефри II Плантагенет, херцог на Бретан, Йоана Английска и крал Йоан Безземни. От първия брак на майка ѝ с френския крал Луи VII Елинор има две по-големи доведени сестри Мария дьо Шампан и Аликс Френска.
На 14 години Елинор е омъжена за кастилския крал Алфонсо VIII, като за нейна зестра е определена Гаскония.
В Кастилия Елинор се ползва с почти същото политическо влияние като съпруга си. Под нейно внушение Алфонсо VIII омъжва дъщеря им Беренгела за краля на Леон, което скрепва мира между двете кралства.
Елинор умира на 31 октомври 1214 г., само 28 дни след съпруга си, и е погребана в абатство Санта Мария ла Реал де лас Уелгас.

## Деца
Елинор ражда на Алфонсо VIII десет деца:
- Беренгела I Кастилска (1 юни 1180 – 8 ноември 1246), е кралица на Леон (1197 – 1204) и за кратко кралица на Кастилия (1217).
- Санчо († 1181)
- Санча (1182 – 1184)
- Урака Кастилска († 3 ноември 1220) е португалска кралица – съпруга на португалския крал Афонсу II.
- Бланш Кастилска (4 март 1188, Паленсия, Испания – 27 ноември 1252, Мелюн, Франция) е кралица на Франция (1223 – 1226), съпруга на крал Луи VIII.
- Фернандо (1188 – 1212)
- Мафалда (1191 – 1204)
- Леонор Кастилска (1190 – 1244), кралица на Арагон чрез брака си с арагонския крал Хайме I Завоевателя
- Констанса († 1243)
- Енрике I Кастилски (1204 – 1217)